# Метростанция „Люлин“
Метростанция „Люлин“ е станция на Софийското метро. Станцията се обслужва от линии М1 и М4 и е въведена в експлоатация на 28 януари 1998 г.

## Местоположение
Метростанцията се намира в центъра на ж.к. „Люлин“ и е заобиколена от пет микрорайона на комплекса. Разположена е под пътното платно на бул. „Царица Йоанна“. От двете страни на булеварда, между входовете на станцията, са оформени локални платна за паркиране. Метростанцията е колонен тип, с островен перон и има четири изхода.
Достъпност до перона е осигурена с асансьор в източния вестибюл, достъпен през вход/изходи 3 и 4.
| № | Име на вход/изход     | Достъпност |
| - | --------------------- | ---------- |
| 1 | ж.к. Люлин 6          |            |
| 2 | ж.к. Люлин 8          |            |
| 3 | ул. Ген. Асен Николов | асансьор   |
| 4 | ул. Добри Немиров     | асансьор   |

## Архитектура
Оформлението на интериора на станцията е извършено чрез облицовки на стените със светъл мрамор тип „Сандански“, разсечен с вертикални алуминиеви профили. През равни разстояния по стените са оформени рекламни пана. Колоните са облицовани по аналогичен начин с профили от елоксиран алуминий. Подът е изпълнен от сив гранит тип „Черноморец“ с разположени по оста групи пейки, боядисани във виолетово.
На станцията е монтирана автоматична портална платформа.
Архитектурният проект е дело на арх. К. Бочков и арх. Б. Седмаков, като са използвани елементи от конкурсен проект за станцията на същите автори.

## Връзки с градския транспорт

### Автобусни линии
Метростанция „Люлин“ се обслужва от 3 автобусни линии от дневния градски транспорт и 1 линия от нощния транспорт:
- Автобусни линии от дневния транспорт: 42, 108, 111
- Автобусни линии от нощния транспорт: N1

### Трамвайни линии
Метростанция „Люлин“ се обслужва от 1 трамвайна линия:
- Трамвайни линии: 8